# Sereď
Sereď es una localidad eslovaca de la región de Trnava situada a la derecha del río Váh, en la depresión del Danubio
De acuerdo con el censo de 2016, tenía una población de 17.224 habitantes.

## Geografía
Se encuentra a 129 m s. n. m. y cubre un área de 30,45 km². Está situado en la depresión danubiana a 20 km al sureste de Trnava, a 33 km al oeste de Nitra y a 55 km al este de Bratislava.
Hacia el oeste se puede divisar Pequeños Cárpatos y al norte Považský Inovec.

## Historia
La primera mención que se hace de la población data de 1313 como "Zereth". A partir de la Edad Media pasaría a formar parte del Camino de Bohemia que iba desde Buda hacia Praga por el margen derecho del río Váh. Su ubicación geográfica supuso ventajas económicas en el sector ganadero y comercial hasta 1846, año en el que se construyó la línea ferroviaria Pozsony-Nagyszombat (actual Bratislava-Trnava). Sin embargo, esto no afectó al comercio local ni al festival de la cerveza, el cual se lleva a cabo cada 24 de junio. Hasta 1943 hubo un puerto para las balsas. Desde entonces las embarcaciones transportan no sólo madera, sino sal desde Polonia por lo que se construyó una cooperativa.
En 1910 la población era de 5.371 habitantes divididos entre: 2.941 eslovacos, 1.943 húngaros y 429 alemanes. Hasta 1918 perteneció al distrito de Galánta, condado de Pozsony (entonces: Reino de Hungría). Dos años después pasaría a formar parte de Checoslovaquia.

### II Guerra Mundial
Durante la II Guerra Mundial se estableció el Estado Eslovaco, Régimen Títere del III Reich. Tras aprobarse las leyes antisemitas en 1941, se construyeron varios campos de trabajos a lo largo del país. Durante el invierno de 1941 a 1942, un número considerable de judíos fueron deportados a una base militar en las proximidades de Sereď para levantar el nuevo campo de concentración para los conscriptos. Previamente, el área fue utilizada por las autoridades eslovacas como centro de detención y zona de paso para los que iban a ser deportados a Polonia. Dicho campo fue supervisado por Imrich Vasina, miembro de la Guardia de Hlinka.
4.500 ciudadanos de origen judío fueron deportados desde Sereď a Polonia. En 1944 se estableció un movimiento clandestino, cuyos miembros conseguían repartir armas entre los presos del campo. Buena parte de estos se unirían a los partisanos y en consecuencia se produciría una insurrección que terminó en fracaso. Poco después, los alemanes se hicieron con el control en la zona occidental de Eslovaquia, y se amplió las dimensiones del campo bajo las órdenes de Alois Brunner.
Durante los meses siguientes que siguieron el invierno de 1944 a la primavera de 1945, 13.500 judíos fueron deportados desde Sereď a Auschwitz y Theresienstadt. Finalmente, el campo sería liberado a partir del 1 de abril de 1945 por el Ejército Rojo.

## Demografía
| Año        | 1994   | 2004    | 2014    | 2024    |
| ---------- | ------ | ------- | ------- | ------- |
| Población  | 17 567 | 17 286  | 15 993  | 15 059  |
| Diferencia |        | −1,59 % | −7,48 % | −5,84 % |

| Año        | 2023   | 2024    |
| ---------- | ------ | ------- |
| Población  | 15 166 | 15 059  |
| Diferencia |        | −0,70 % |